# May Kelly
May Kelly (* 11. Dezember 2000 in London) ist eine britische Schauspielerin.

## Leben
Kelly wurde am 11. Dezember 2000 in London geboren. Ab 2016 sammelte sie erste filmschauspielerische Erfahrungen in mehreren Kurzfilmproduktionen. 2020 Gab sie in den Filmen Love: Augmented und Get Luke Lowe ihr Spielfilmdebüt. Ab 2021 spielte sie in einer Reihe von Low-Budget-Filmen mit. So stellte sie unter anderen 2022 im Katastrophenfilm Mega Lightning die Rolle der Meg dar. 2023 verkörperte sie im Horrorfilm Winnie the Pooh: Blood and Honey die Rolle der Tina dar. Im selben Jahr war sie im Horrorfilm Three Blind Mice – Schnipp, schnapp, dein Kopf ist ab in der Rolle der Abigail zu sehen. Außerdem war sie 2023 unter anderen im Katastrophenfilm Monsternado in der Rolle der Pepper zu sehen.

## Filmografie (Auswahl)
- 2016: Long Weekend (Kurzfilm)
- 2017: Held Down by a Shadow (Kurzfilm)
- 2018: How was work? (Kurzfilm)
- 2018: S.A.M. (Kurzfilm)
- 2019: How to Fold a Fitted Sheet (Kurzfilm)
- 2020: Love: Augmented
- 2020: Get Luke Lowe
- 2020: They Never Lie (Kurzfilm)
- 2021: Grey Sea (Kurzfilm)
- 2021: Easter Killing (Easter Bunny Massacre)
- 2021: Alice, Through the Looking
- 2022: Curse of Humpty Dumpty 2
- 2022: Graphic Desires – Grenzen der Lust (Graphic Desires)
- 2022: Pterodactyl
- 2022: The Killing Tree (Demonic Christmas Tree)
- 2022: Nutcracker Massacre
- 2022: Mega Lightning
- 2023: Winnie the Pooh: Blood and Honey
- 2023: Medusa’s Venom
- 2023: Darker Shades of Summer
- 2023: Alien Invasion
- 2023: Shades of Desire
- 2023: Punch
- 2023: Sky Monster
- 2023: Mary Had a Little Lamb
- 2023: Kill Your Lover
- 2023: Three Blind Mice – Schnipp, schnapp, dein Kopf ist ab (Three Blind Mice)
- 2023: The Loch Ness Horror
- 2023: Monsternado
- 2024: Dinosaur Hotel 3
- 2024: The Deadly Swarm
- 2025: Guardian